# St.-Michael-Platz 2 (Mönchengladbach)

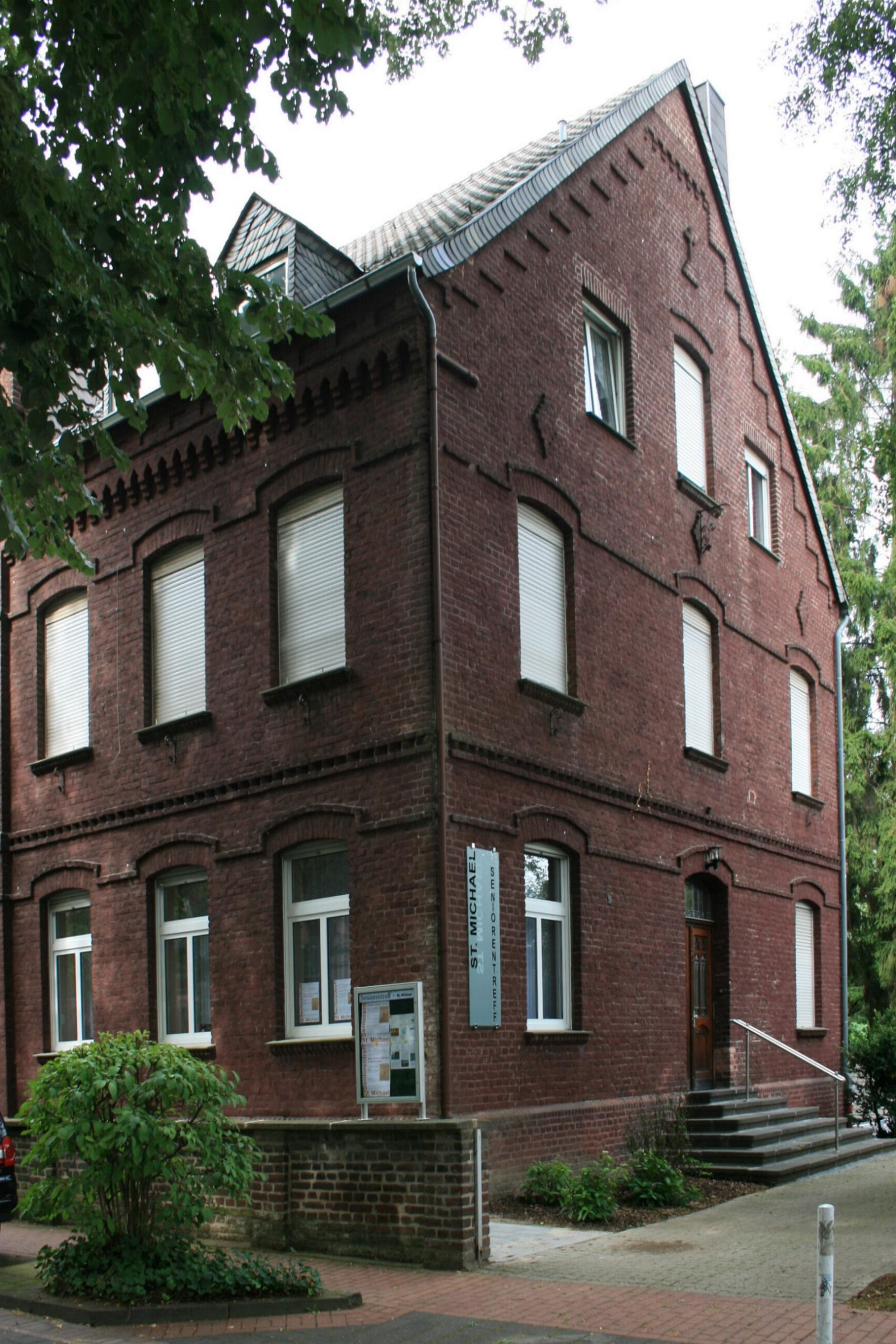
Wohnhaus (2010)

Das Wohnhaus St.-Michael-Platz 2 steht im Stadtteil Holt in Mönchengladbach (Nordrhein-Westfalen).
Das Gebäude wurde 1905 erbaut und unter Nr. St 031 am 10. Juli 1996 in die Denkmalliste der Stadt Mönchengladbach eingetragen.

## Lage
Das Gebäude liegt an der nach Rheindahlen führenden Aachener Straße an der Platzanlage der St.-Michael-Kirche in Holt.

## Architektur
In Anlehnung an den neogotischen Kirchenbau wurde auch das Pfarrhaus in neogotischen Formen als unverputzter Backsteinbau errichtet. Die Unterschutzstellung liegt daher aus architekturhistorischen, sozialhistorischen Gründen und städtebaulichen Gründen im öffentlichen Interesse.